# C. Mayer (cráter)
C. Mayer es un cráter de impacto lunar que se encuentra en el extremo norte del Mare Frigoris, al norte del prominente cráter Aristóteles. También en el sur, pero menos distante, aparece el cráter Sheepshanks, más pequeño. Al este se localiza el cráter Kane, inundado por la lava.
C. Mayer es una formación relativamente joven, con un brocal exterior afilado y bien definido. Su contorno no es del todo circular, con un perfil algo poligonal que sobresale hacia el exterior, sobre todo en el oeste. Las paredes interiores tienen un sistema aterrazado y el suelo del interior es algo rugoso e irregular. El pico central se encuentra justo al norte del punto medio, y se extiende en dirección norte.
La formación inundada de lava C. Mayer D se halla al borde suroriental del cráter, y una brecha en el borde sudeste enlaza con el Mare Frigoris, que se extiende hasta las rampas exteriores del cráter.

## Cráteres satélite

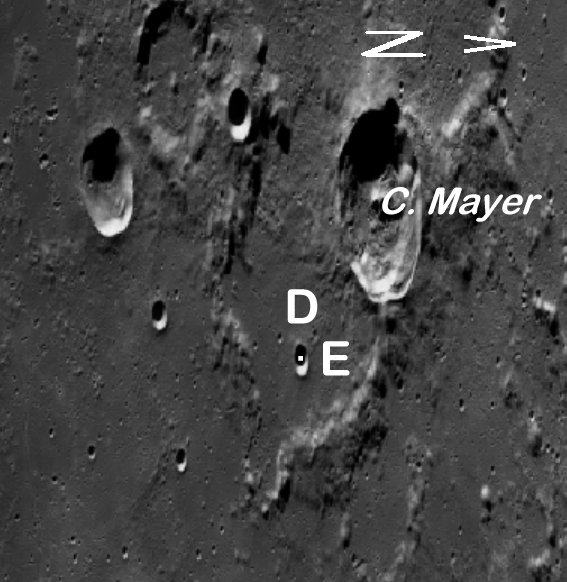
Cráter satélite C. Mayer D. Su contorno recuerda al mapa de Brasil, con C. Mayer E en la posición aproximada que le correspondería a Brasilia

Por convención estos elementos son identificados en los mapas lunares poniendo la letra en el lado del punto medio del cráter que está más cerca deno a C. Mayer. El cráter C Mayer D presenta una silueta que recuerda al mapa de Brasil.
|          | \| C. Mayer \| Coordenadas \| Diámetro \| \| -------- \| ---------------------------- \| -------- \| \| B \| 60°12′N 15°36′E / 60.2, 15.6 \| 36 km \| \| D \| 62°06′N 18°36′E / 62.1, 18.6 \| 66 km \| \| E \| 61°06′N 16°00′E / 61.1, 16.0 \| 12 km \| \| F \| 62°00′N 19°30′E / 62.0, 19.5 \| 7 km \| \| H \| 64°06′N 14°42′E / 64.1, 14.7 \| 43 km \| |          |
| C. Mayer | Coordenadas | Diámetro |
| B        | 60°12′N 15°36′E / 60.2, 15.6 | 36 km    |
| D        | 62°06′N 18°36′E / 62.1, 18.6 | 66 km    |
| E        | 61°06′N 16°00′E / 61.1, 16.0 | 12 km    |
| F        | 62°00′N 19°30′E / 62.0, 19.5 | 7 km     |
| H        | 64°06′N 14°42′E / 64.1, 14.7 | 43 km    |

## Referencias

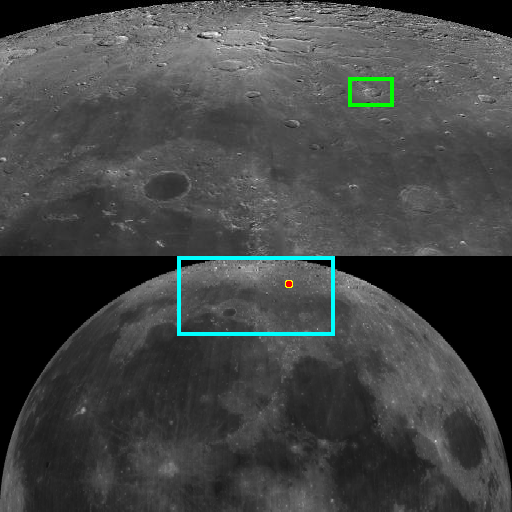
Localización de C. Mayer en el globo lunar